# アナトティタン
アナトティタン（Anatotitan）とは、かつてハドロサウルス科の一属として扱われていたエドモントサウルス（E. annectens）のシノニムである。
名前は「巨大な（ティタン）鴨（アナト）」という意味。かつてはアナトサウルス（Anatosaurus、「鴨に似た爬虫類」の意）と呼ばれていたが、後にアナトサウルスと呼ばれていた化石は本種とエドモントサウルスの化石が混同されていた物と判明し、エドモントサウルスとは異なる特徴を持つ化石に対して1990年にアナトティタンの学名が改めてつけられた。